# 鶴見一之
鶴見 一之（つるみ かずゆき　1881年（明治14年）11月 - 1959年（昭和34年）10月12日）は、日本の土木工学者。仙台高等工業学校（東北大学工学部の前身）と東北帝国大学で教授、仙台高等工業学校・仙台工業専門学校では校長を務めた。
東北土木学会の設立等に尽力し、仙台工専の後継となる東北大学工学部土木工学科の礎を築いた。

## 経歴
新潟県士族、鶴見保四郞の長男として生まれ、1900年（明治33年）3月古志郡立長岡中学校（現在の新潟県立長岡高等学校を卒業した。1906年（明治39年）東京帝国大学工科大学土木科を卒業し、仙台高等工業学校教授となる。
長岡市の下水道整備事業や、仙台市の上下水道事業に携わった。

## 著作
- 『下水道』丸善、1917年